# Уценённый товар
Уценённый товар — товар (продукция), стоимость которого значительно снижена продавцом по причине проблемности товара:  в связи с наличием производственного брака в данном изделии (партии изделий), повреждении товара при транспортировке/хранении, истечением срока годности товара, низким спросом на данный товар и иным причинам.

## Общие сведения
Продажа уцененного товара может принести пониженную прибыль или. хотя бы, частично компенсировать убытки, связанные с повреждением или браком данного товара, накладными расходами на его хранения и прочими связанными с ним расходами торгового или производственного предприятия. Таким образом, процесс уценки товара можно рассматривать как элемент маркетинговой деятельности компании.
Продажа уцененного товара широко используется на отечественном рынке розничной торговли. Раздел «уценённые товары» можно часто встретить в каталогах предприятий розничной торговли.

## Правовые аспекты
Как правило, при продаже уценённых товаров продавец и покупатель обязаны заранее оговорить дефекты, присутствующие в товаре и документально зафиксировать данную договорённость. На данные оговорённые дефекты гарантия производителя/продавца не распространяется. Тем не менее, на остальные потребительские свойства товара гарантия действует в соответствии с гражданским кодексом РФ (Статья 470. Гарантия качества товара).